# Boalla (Gayéri)
Pour les articles homonymes, voir Boalla.
Boalla, parfois orthographié Bola, est une commune rurale située dans le département de Gayéri de la province de la Komondjari dans la région de l'Est au Burkina Faso.

## Géographie
Boalla est situé à environ 30 km au Nord-Ouest de Gayéri, le chef-lieu du département, et à 1,5 km au Sud de Bassiéri.

## Santé et éducation
Le centre de soins le plus proche de Boalla est le centre de santé et de promotion sociale (CSPS) de Bassiéri.